# Tom Clancy's Ghost Recon (jeu vidéo)
Pour le jeu de la série sorti en 2010, exclusif à la Wii, voir Tom Clancy's Ghost Recon (Wii).
Tom Clancy's Ghost Recon est un jeu vidéo développé par Red Storm Entertainment, une filiale d'Ubisoft, puis édité par Ubisoft en 2001 pour Windows initialement. Il a ensuite été porté pour Mac, Xbox, PlayStation 2, GameCube, N-Gage et enfin sur Wii. Une version sur Game Boy Advance était prévue, mais le projet fut annulé. Le jeu a été dirigé par Tom Clancy, mais n'est basé sur aucun de ses livres.
Le 1er septembre 2007 et les jours qui ont suivi, la version PC du jeu a été gratuitement distribuée par Ubisoft (mais en incluant des publicités), via un téléchargement libre et gratuit, pour peu de posséder un compte Ubi.com basé aux États-Unis. Cependant, l'installation n'est plus possible à partir du 6 septembre 2007.
La dernière mise à jour est la version 1.4 qui date du 23 août 2002.
Le succès de Ghost Recon a permis de créer trois extensions : Desert Siege, Island Thunder et Jungle Storm. Le succès du jeu a également permis de lancer la série Ghost Recon pour consoles et ordinateur.

## Trame
Ghost Recon commence en 2008 avec des troubles civils en Russie. Des ultra-nationalistes ont pris le pouvoir à Moscou et veulent remettre en vigueur le Rideau de fer. Leur première action est de soutenir clandestinement des factions rebelles en Géorgie et dans les Pays baltes. C'est là que le gouvernement américain fait intervenir les Ghosts, pour réduire au silence la rébellion. Dotés des armes les plus avancées au monde, les soldats de la Ghost Recon sont furtivement envoyés en Europe de l'Est, et ont pour objectif de limiter les actions des rebelles et de stopper leurs financeurs.
L'histoire suit l'agitation politique, apparue quelques années auparavant, où le régime ultra-nationaliste est arrivé au pouvoir et a placé son leader à la présidence, Dmitri Arbatov. En 2007, la menace posée par l'administration Arbatov devient claire ; la Russie forme une alliance nommée Russian Democratic Union (RDU), qui concerne les anciens pays sous domination soviétique : Ukraine, Biélorussie et Kazakhstan. Ensemble, ils initient une campagne qui a pour but de faire revivre l'Union Soviétique, en « récupérant » toutes les anciennes républiques soviétiques.
Durant les premières missions du jeu, les Ghosts doivent combattre les forces rebelles d'Ossétie du Sud du Nord de la Géorgie, qui sont en train de harceler le gouvernement légitime et ses alliés. Les Ghosts combattent dans les forêts, les fermes et dans les villages, pour aider leurs alliés de l'OTAN à repousser les rebelles. Malheureusement, le gouvernement Russe pose une réclamation aux Nations unies, car les Américains sont en train d'interférer dans leurs affaires. La Russie envoie alors l'armée pour aider les rebelles d'Ossétie du Sud, ce qui déclenche une guerre à grande échelle entre les Russes et les Américains. Cependant, l'armée américaine est incapable d'empêcher les Russes d'envahir la Géorgie, c'est pourquoi les Ghosts ont pour mission de ralentir au maximum les forces armées russes, le temps pour l'OTAN et le gouvernement Géorgien de se retirer du pays. Finalement, les Ghosts sont la dernière présence américaine en Géorgie, et finissent par évacuer l'ambassade américaine de Tbilissi par hélicoptère, juste avant l'arrivée des Russes. Le gouvernement de Géorgie se rend à Genève, et y établit un gouvernement en exil. La Géorgie se rend et est intégrée à la RDU.
À la suite de la chute de la Géorgie, la région du Caucase se retrouve vulnérable face à de futures attaques. Le gouvernement de Géorgie, le Royaume-Uni, l'Allemagne et les États-Unis d'Amérique protestent contre l'invasion Russe, mais Moscou les ignore tous. La Russie se concentre alors sur la future invasion des Pays baltes en Lituanie, Lettonie et Estonie, que les ultra-nationalistes désirent réintégrer depuis de nombreuses années. En réponse à ce plan, les Ghosts sont envoyés derrière les lignes ennemies pour trouver des renseignements sur l'attaque. Malheureusement, la Russie lance son attaque très tôt, et envahit les Pays baltes en l'espace de quelques jours. Les Ghosts sont envoyés pour ralentir ces invasions, le temps que les forces de l'OTAN arrivent d'Allemagne. Après avoir coupé les communications avec les renforts russes, les Ghosts combattent aux côtés de l'OTAN pour repousser l'armée russe hors des Pays baltes. La victoire est remportée à Utena et Rezekne, et l'OTAN progresse jusqu'à Vilnius. La ville est presque entièrement rasée, à la suite des combats acharnés entre les troupes russes et les rebelles lituaniens, mais la ville est finalement libérée. L'armée russe se retire alors de ces trois pays, et les Ghosts retournent en Russie pour libérer les prisonniers de guerre.
Les pertes humaines et économiques subies par les belligérants résonnent dans toute la Russie. Le Président Arbatov est blâmé pour ce désastre par son propre Parti et est placé en maison d'arrêt, ce qui alimente les rumeurs de coup d'État. Quelques personnalités russes qui essayent d'émettre des protestations majeures face à cette décision finissent en prison. Le Président Arbatov est ensuite exécuté sur ordre du Parti. Ceci provoque une rébellion générale dans le pays, frôlant la guerre civile. Les ultra-nationalistes perdent rapidement le soutien du peuple, et plusieurs membres de la RDU quittent l'alliance. Les Ghosts ont alors pour mission de diminuer les capacités offensives de bases militaires du Parti, telles la base navale de Mourmansk et la base aérienne d'Arkhangelsk. Ils détruisent plusieurs sous-marins et prototypes d'avions, privant la Russie de ses meilleurs moyens de transport. Pendant que les Ghosts combattent les bases, les ultra-nationalistes engagent un combat contre les troupes américaines et les forces russes, désormais opposées au gouvernement. En désespoir de cause, les ultra-nationalistes font exploser une bombe nucléaire sur leurs ennemis. En plus de l'exécution de leur Président Arbatov, cet acte de barbarie fait perdre toute légitimité du Régime auprès de la communauté internationale, ce qui conduit à une invasion immédiate de Moscou par les forces de l'OTAN, avec les Ghosts en fer de lance.
À ce moment, les ultra-nationalistes ont perdu tous les territoires, excepté quelques-uns encore sous contrôle en territoire russe, et la RDU est officiellement dissoute. Néanmoins, l'invasion n'est pas terminée. Les forces ultra-nationalistes restantes se replient dans les zones boisées entourant Moscou, avec leurs tanks, snipers, Spetsnaz, hélicoptères et artillerie. Cependant, les Ghosts parviennent à briser leurs lignes de défense et à ouvrir un passage pour les forces de l'OTAN. Le 10 novembre, les forces de l'OTAN atteignent enfin le cœur de Moscou, rejointes par les forces russes ralliées. La ville est partiellement déserte, puisque les civils s'étaient enfuis avant l'attaque. Les Ghosts sont alors envoyés pour terminer le travail une fois pour toutes. Ils sauvent une escouade de soldats américains d'une embuscade et coupent à travers la Place Rouge. Lorsqu'elles arrivent, les forces américaines sont repoussées, mais les Ghosts anéantissent les tanks et l'infanterie protégeant les murs du Kremlin. Sans défense, les ultra-nationalistes, dirigés par le Premier Ministre Karpin, finissent par se rendre et les Américains et les Russes nouvellement libérés fêtent leur victoire sur la Place Rouge. Pourtant, le monde devra subir les effets de la guerre pour les années à venir.

## Système de jeu
Ghost Recon place le joueur à la tête d'une escouade militaire fictive de nouvelle génération : la Compagnie D, 1er Bataillon, 5e unité des U.S. Special Forces, établie à Fort Bragg, en Caroline du Nord. À l'exception de la désignation « 5e unité SF », cette escouade est entièrement fictive. Ils sont surnommés « Les Ghosts ». Leur rôle n'est pas si différent des autres Forces spéciales, si ce n'est que leurs opérations demeurent hautement secrètes.
Les Ghosts sont organisés en trois équipes, nommées selon l'alphabet phonétique de l'OTAN : Alpha, Bravo et Charlie ; ce qui permet de distribuer deux soldats par équipe. Cependant, le joueur ne pouvant assigner plus de six soldats par mission (en mode Solo), il est libre d'élaborer deux équipes de trois soldats. Le joueur doit établir une stratégie de combat basée sur l'environnement du terrain d'opérations (village, base militaire, marais, etc.), et peut transmettre des instructions de mouvements et des règles d'engagement pour chacune des équipes, à l'aide d'une carte de commandement. Les versions Xbox, Ps2 et Gamecube n'intègrent pas d'équipe Charlie.
Dans le jeu original, les soldats sont divisés en plusieurs classes. Chaque classe peut s'équiper d'une arme primaire et d'une arme secondaire (ou d'un kit). L'arme primaire des soldats dépend de leur classe.
- Fusilier : cette classe représente la majeure partie des soldats disponibles. L'arme primaire est le fusil d'assaut M16. Les kits secondaires incluent un lance-grenades M203 (pour le M16), un Beretta 92, des chargeurs supplémentaires ou des jumelles (dans les versions futures, remplacées par des détecteurs).
- Soutien : cette classe a pour but d'offrir un important tir de couverture avec la M249 Squad Automatic Weapon (M249 SAW). Le soldat peut être équipé du silencieux M9, des grenades M67, des mines M18A1 Claymore ou des jumelles (également remplacées dans les versions futures).
- Démolition : bien que son nom soit très explicite, cette classe fait également office de force anti-véhicules blindés. Son arme primaire est un Colt M4, une version plus compacte du M16. Les kits secondaires incluent des charges de démolition, des M67, des chargeurs supplémentaires ou un lance-roquettes M136 AT4.
- Sniper : cette classe revêt un camouflage Ghillie suit et emporte un M24 Sniper Weapon System (M24 SWS), lui aussi camouflé. Le soldat peut être équipé du Beretta 92 (silencieux en option), des chargeurs supplémentaires ou des M67. À la différence des autres classes, un sniper ne peut compter sur une grande puissance de feu pour tuer ses ennemis, s'il devait s'engager dans une fusillade. Le sniper se repose sur la protection, le camouflage et sa capacité à se déplacer discrètement. Bien qu'il représente un avantage meurtrier sur les cartes de grande étendue (comme celles de l'extension Desert Siege), le sniper est à utiliser avec intelligence si le joueur veut le garder en vie. Les renforts ne devraient jamais se trouver trop éloignés de sa position lorsqu'il s'engage dans un combat.

Au fur et à mesure que le joueur progresse dans la campagne solo, ses soldats gagnent des Points de Combat, qui leur permettent d'améliorer leur efficacité au cours des missions. Il y a quatre capacités :
- Arme : agit sur la précision au tir du soldat ; le réticule va se réduire plus rapidement et sera plus serré, proportionnellement au nombre de points de capacité ;
- Camouflage : améliore la capacité du soldat à ne pas se faire repérer par les ennemis, et réduit le bruit émis lors du mouvement ;
- Endurance : améliore le temps de rétablissement lorsqu'il est blessé, augmente la capacité du soldat à résister à des blessures graves et réduit l'effet de ralentissement causé par le poids de l'équipement ;
- Commandement : pour tous les trois points attribués à cette capacité, tous les soldats de la même équipe gagnent un point supplémentaire à chacune de leurs capacités.

Le joueur débloque également des « spécialistes » de l'OTAN ou des pays alliés en remplissant des objectifs spéciaux dans les missions. Les spécialistes sont plus expérimentés que les Ghosts et ont plus de Points de Combat, faisant d'eux des éléments capitaux pour l'équipe. Ils sont équipés avec des armes de leur pays d'origine. Deux d'entre eux, en particulier, sont armés de l'Objective Individual Combat Weapon (OICW), pour tests en situation de combat réel, à la demande de l'armée américaine.
Le jeu est à la première personne, et l'arme n'apparaît pas (aucune n'a été modélisée). Le joueur donne les ordres aux soldats, et incarne l'un d'entre eux (il peut à tout moment passer de l'un à l'autre). Le HUD fournit des informations, tel que le nom du soldat, son équipe, son arme et munitions restantes, l'indicateur de danger (sorte de radar dérivé du heartbeat de Rainbow Six), la barre de santé et l'indicateur de position (debout, accroupi, couché).
Les balles ne peuvent pas pénétrer les murs, mais elles peuvent briser les vitres. Une grenade tirée depuis un lance-grenades va ouvrir violemment une porte, tuant toute personne située dans son champ d'action. Suivant le type d'armure portée par les ennemis, les points faibles seront situés à des endroits différents. Les dégâts causés par les balles sont réalistes, ce qui signifie que la moindre balle peut causer de graves dégâts, voire la mort, si elle touche un point du corps non protégé.
Ghost Recon propose à la fois un mode solo et multijoueur. Le mode multijoueur permet à plus de 36 joueurs de se connecter simultanément à une partie par Internet (TCP/IP) ou LAN.

## Accueil

### Critique
- Jeux vidéo Magazine : 15/20 (XB)[1]
- Jeuxvideo.com : 16/20 (PC)[2] - 16/20 (PS2)[3] - 16/20 (XB)[4] - 15/20 (GC)[5]

### Récompenses
- 2001 : « Best Game of the Year », « Best Action Game 2001 », « Best Use Of Sound (Reader's Choice) » par IGN.
- 2001 : « Best Game of the Year », « Best Sound » par PC Gamer.

Wargamer lui décerna 3 récompenses de bronze dans la catégorie « Game of the Year », récompensa Red Storm Entertainment avec « Game Developer of the Year » et Ubisoft avec « Game Publisher of the Year ».

## Extensions et jeux dérivés
Tom Clancy's Ghost Recon: Desert Siege est une extension sortie en 2002, disponible en version combinée Microsoft Windows/Mac OS X. Cette extension ajoute 2 nouveaux modes de jeu multijoueur (Domination et Siège), 5 nouvelles cartes multijoueur, de nouvelles armes pour le multijoueur, une campagne solo en 8 missions et quelques nouveaux soldats. Cette extension est incluse dans la version PS2 de Ghost Recon, et le joueur doit débloquer les niveaux de Desert Siege pour pouvoir y jouer (missions bonus).
Tom Clancy's Ghost Recon: Island Thunder fut commercialisée en 2003, en extension pour Windows et en stand-alone pour la Xbox. Il comprend une campagne solo en 8 missions, 12 nouvelles armes, 5 nouvelles cartes multijoueur et 3 nouveaux modes de jeu multijoueur (Chat et Souris, Défendre, Behemothh). Sur la Xbox, Island Thunder intègre 5 missions solo supplémentaires, et 12 cartes multijoueur (dont les 5 de la version PC).
Island Thunder n'a jamais été porté sur la PS2, mais son contenu fut combiné avec 8 nouvelles missions solo se déroulant en Colombie et des cartes multijoueur supplémentaires, et fut commercialisé sous le titre Tom Clancy's Ghost Recon: Jungle Storm en 2004.